# Nea Ionia, Volou
Nea Ionia (greacă Νέα Ιωνία) este un oraș în prefectura Magnesia, Grecia.